# يوسف جارفينكل
يوسف جارفينكل (بالعبرية: יוסף גרפינקל‏) هو مؤرخ إسرائيلي، ولد في 1956 في حيفا في إسرائيل.

## وصلات خارجية
- يوسف جارفينكل على موقع IMDb (الإنجليزية)